# کاسکاد ایروان
کاسکاد ایروان (ارمنی: Կասկադ) یا هزار پله یکی از جاذبه‌های گردشگری شهر ایروان، ارمنستان است. این مجموعه که به صورت راه‌پله و پلکان می‌باشد دارای ارتفاعی به طول ۱۱۸ متر می‌باشد که در سال ۱۹۷۱ شروع به ساخت و در سال ۱۹۸۰ تکمیل شده‌است.

## کاسکاد یا هزار پله ایروان
کاسکاد یا هزار پله ارمنستان، راه پله باشکوه و عظیمی است که در کشور ارمنستان واقع شده‌است و مرکز شهر ایروان را به پارک هافتناک (Haghtanak) و خیابان مانیومنت (Monument) پیوند می‌دهد. درون این مجموعه سیستم پله‌برقی بنا تعبیه شده‌است. در حال حاضر در فضای داخلی این بنای بسیار بزرگ که به بنای هزار پله هم شهرت دارد، موزه هنری کافسجیان (Cafesjian) دایر است.

## چشم‌انداز کاسکاد
چشم‌اندازی که از فراز این بنا به روی شهر ایروان باز می‌شود، گردشگران را در هر روز و در تمام فصول سال به خود جذب می‌کند. بنای هزار پله حتی در ایام سرد زمستان شاهد حضور مسافران و گردشگران مشتاق از سراسر جهان است. اگرچه در فصل زمستان آمار حضور بازدیدکنندگان هرگز با ایام تابستان برابری نمی‌کند، اما به‌هرحال این بنا یکی از جاذبه‌های گردشگری ایروان به شمار می‌رود که حتی در هوای سرد هم گردشگران تور ارمنستان برای بازدید و تفریح سراغ آن می‌آیند. این بنا همیشه قشرها مختلف مردم را با هرگونه شرایط روحی به خود جذب می‌کند. گروهی از مردم اینجا را مکان مناسبی برای یک استراحت کامل می‌دانند و گروهی دیگر برای آرامش یافتن سراغ آن می‌آیند.
بنای هزار پله به‌رغم حضور جمعیت زیاد بازدیدکنندگان، برای افراد سالمند مکانی آرام و دلنشین محسوب می‌شود. بسیاری از جوانان عاشق اینجا را به‌عنوان مکانی برای بریدن از حصار تنهایی و تجسم یک زندگی نو و مشترک انتخاب می‌کنند. حتی افراد دل‌شکسته هم برای فراموش کردن گذشته و ترسیم افقی تازه در زندگی‌شان این مجموعه را انتخاب می‌کنند.

## تاریخچه طراحی و ساخت مجموعه کاسکاد
ایده ایجاد پیوند بین خیابان مانیومنت و مرکز شهر ایروان، نخستین بار در زمان حکومت جماهیر شوروی و در سال‌های ۱۹۷۰ مطرح شد. در آن زمان معمار ارشد شهر ایروان الکساندر تامانیان (۱۹۳۶ – ۱۸۷۸) بود. او پیشنهاد داد که با احداث یک مجموعه، ناحیه شمال و مرکز شهر به هم متصل شوند. این طرح بخش مسکونی و مرکزی شهر را به هم پیوند می‌داد. تصویری که او در ذهنش ترسیم کرده بود شامل محوطه‌ای با فضای سبز وسیع، باغ و آبشار می‌شد.
با همه این اوصاف، ایده احداث مجموعه کاسکاد به‌صورت طرحی روی کاغذ باقی ماند و حتی نزدیک بود با گذشت زمان به‌کلی فراموش شود. اما در سال‌های پایانی دهه ۱۹۷۰ یکی دیگر از معماران ارشد شهر به نام جیم توروسیان، بحث احداث این بنا را مجدداً پیش کشید.
در هنگام ساخت مجموعه، توروسیان ایده اولیه الکساندر تامانیان را به عنوان مبنای پروژه به کار گرفت؛ اما درعین‌حال ایده‌های خودش را هم در نقشه کار ترکیب کرد. نقشه‌ای که توروسیان برای پیوند بخش شمال و مرکزی شهر ترسیم کرده بود یک پلکان پرعظمت و زنجیره‌ای از پلکان‌های درون مجموعه‌ای را شامل می‌شد. براساس این طرح دو بخش شمالی و مرکزی ایروان نه‌تنها با هم پیوند می‌یافت، بلکه گذر از این مسیر به‌مراتب آسان‌تر از سایر مسیرها بود.
نقشه پیشنهادی جیم توروسیان علاوه بر طراحی پلکان‌ها در نمای بیرونی بنا و پیش‌بینی پله برقی برای داخل بنا، چند بخش دیگر هم مثل محوطه حیاط، باغ و فضای سبز برای اطراف مجموعه توصیف کرده بود. او در نقشه خود برای تزیین گوشه و کنار این محوطه‌ها، ساخت و گردآوری مجسمه و آثار تندیس‌گونه‌ای را پیش‌بینی کرده بود که تصویرگر میراث فرهنگی و تاریخی ارمنستان باشند. احداث مجموعه کاسکاد یا هزار پله ارمنستان بر مبنای نقشه توروسیان در دهه ۱۹۸۰ کلید خورد. البته پیشرفت پروژه به دلیل وقوع زلزله در سال ۱۹۸۸ و سقوط حکومت جماهیر شوروی در سال ۱۹۹۱ باز هم متوقف شد.
مشکلات عدیده ارمنستان نو پا، این کشور را در آن زمان گرفتار مشکلات شدید اقتصادی کرد؛ بنابراین به پایان رساندن مجموعه هنری کاسکاد بی‌تردید جزو اولویت‌های این کشور محسوب نمی‌شد و تکمیل پروژه بیش از یک دهه به تعویق افتاد. سرانجام در سال ۲۰۰۲ پروژه ساخت بنا از سر گرفته شد. این مجموعه سرانجام به دست بنیان‌گذار نهاد «خیریه کافسجیان» در ایروان، یعنی گغارد کافسجیان افتتاح شد و پس از آن به یکی از مهم‌ترین کانون‌های هنری جهان تبدیل گردید. شایان ذکر است که در زمان پیشبرد این پروژه در سال ۲۰۰۲ همه بخش‌های آن به‌شکل قابل توجهی نوسازی شد.

## مشخصات اصلی مجموعه کاسکاد
در حال حاضر مجموعه کاسکاد ۵۷۲ پله دارد و پهنای بنا ۵۰ متر است. ارتفاع مجموعه از پایین‌ترین بخش تا بلندترین قسمت آن برابر با ۳۰۲ متر است. همچنین ارتفاع مجموعه از پایین‌ترین بخش تا بلندترین قسمت بالکن آن به ۴۵۰ متر می‌رسد. مساحت قسمت نیمه‌کاره مجموعه هم حدوداً ۷۸ متر است.

## نمای بیرونی بنای کاسکاد
در فضای جلوی مجموعه کاسکاد محوطه‌های سبز در ابعاد کوچک دیده می‌شود و گل‌های رنگارنگی در باغچه‌های این قسمت به شکل هنرمندانه پرورش یافته‌اند. اینجا همچنین تعداد زیادی مجسمه در طرح و اشکال مختلف وجود دارد.
این مجسمه‌ها هم ازنظر مالی و هم به لحاظ هنری ارزشمند هستند و در میان آن‌ها آثار برخی از مجسمه‌سازان صاحب‌نام دنیا مانند: لین چادویک (مجسمه‌ساز انگلیسی و یکی از چهره‌های سرشناس هنر قرن بیستم)، بری فلاناگان (مجسمه‌ساز اهل ولز)، استانیسلاو لیبنسکی و یاروسلاو بریختوا (زوج معروف اهل چک)، پل کاکس (مجسمه‌ساز انگلیسی)، جیومه پلنسا (مجسمه‌ساز و هنرمند کاتالان اسپانیایی) و فرناندو بوترو (هنرمند کلمبیایی) به چشم می‌خورد.

## برخی از مجسمه‌های معروف در مجموعه کاسکاد
هدف موزه هنرهای کافسجیان معرفی بهترین آثار هنری معاصر به شهروندان ارمنستان و گردشگرانی است که از این کشور و این موزه بازدید می‌کنند. در حال حاضر، بنای هزار پله نه‌فقط برای چشم‌انداز دل‌انگیزی که به پیرامون شهر دارد، بلکه به سبب شاهکار معماری‌اش تبدیل به یکی از زیباترین و پر بازدیدترین بناهای کشور ارمنستان شده‌است.

## نگارخانه

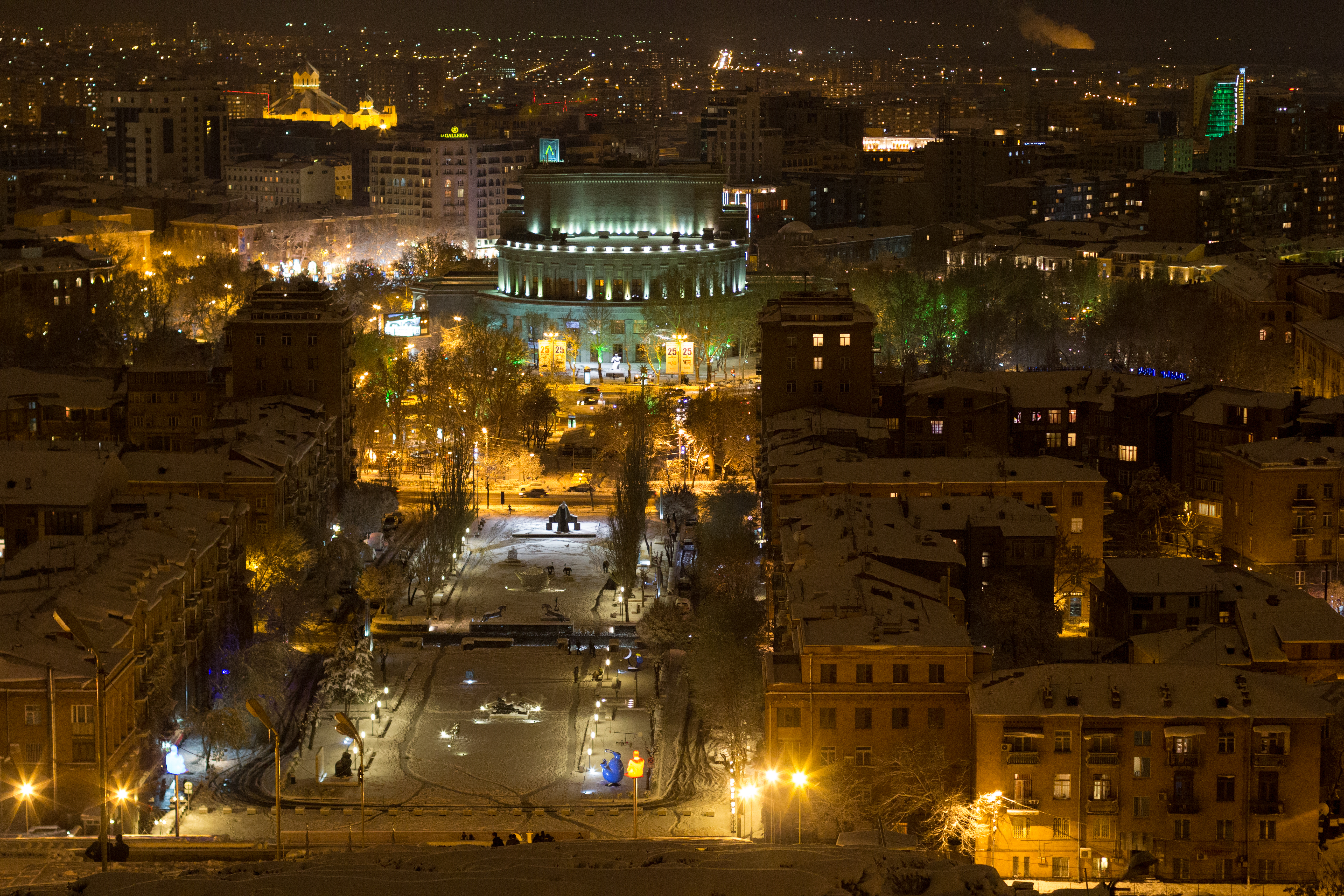
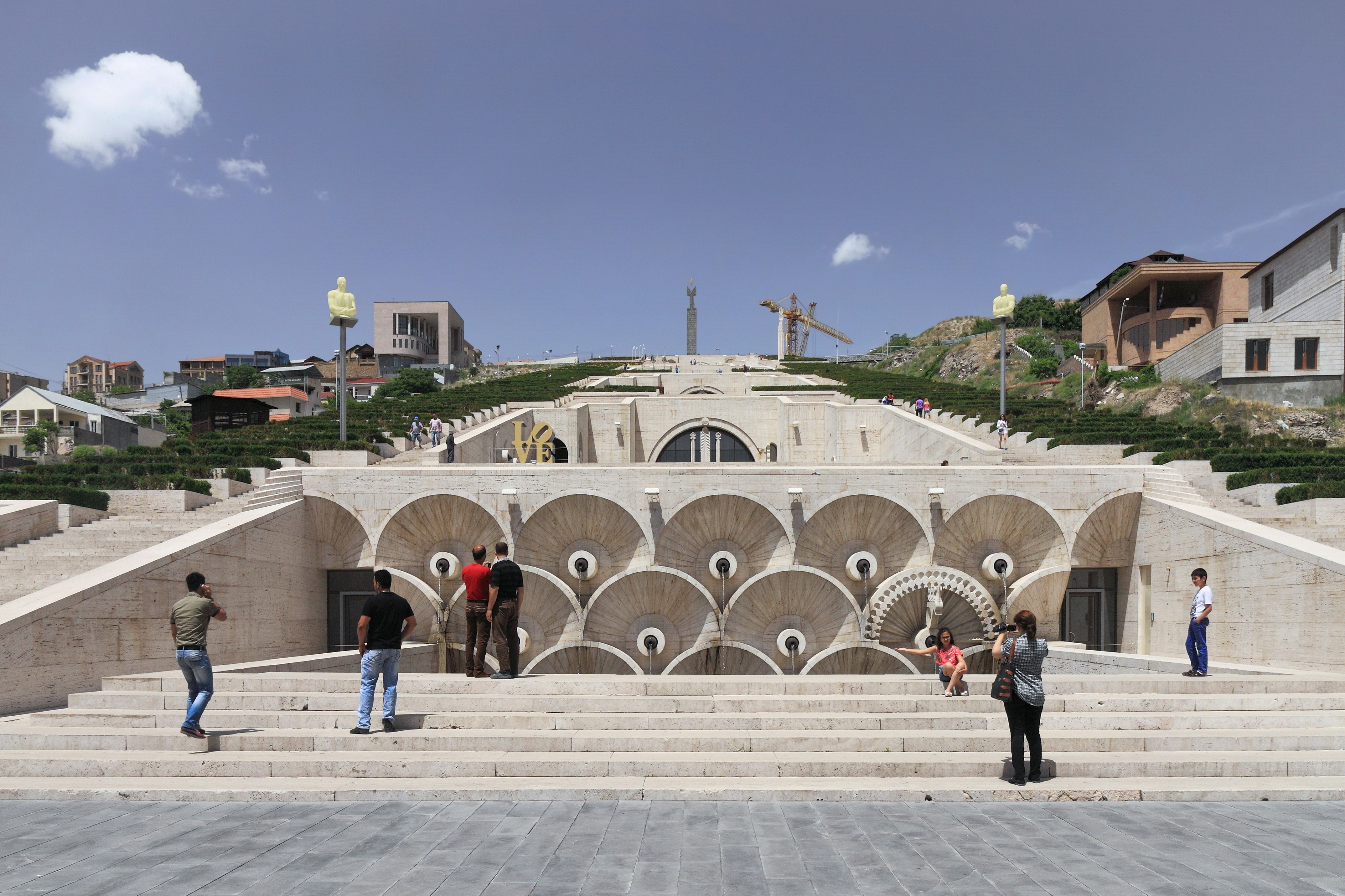
سطح اول
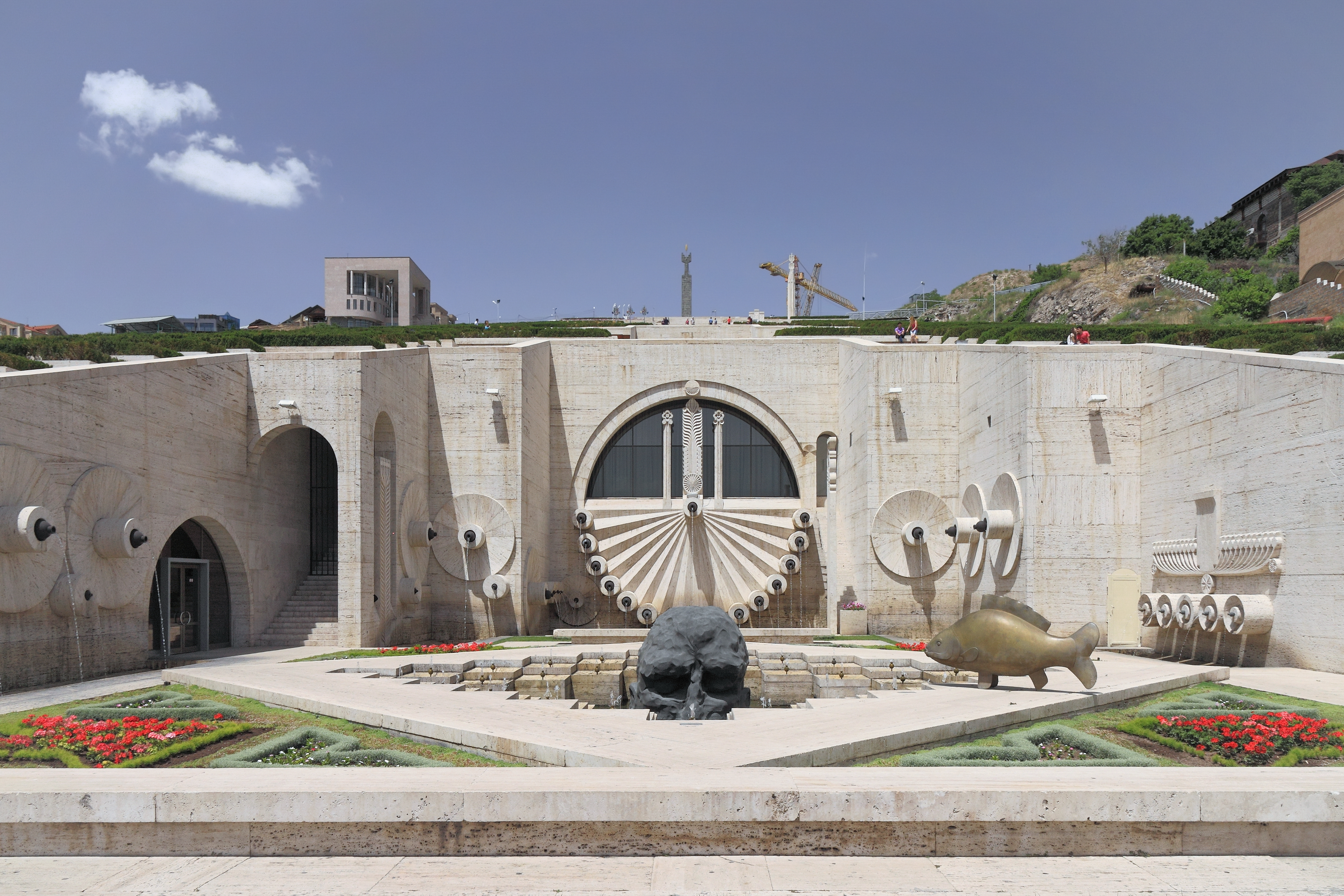
سطح دوم
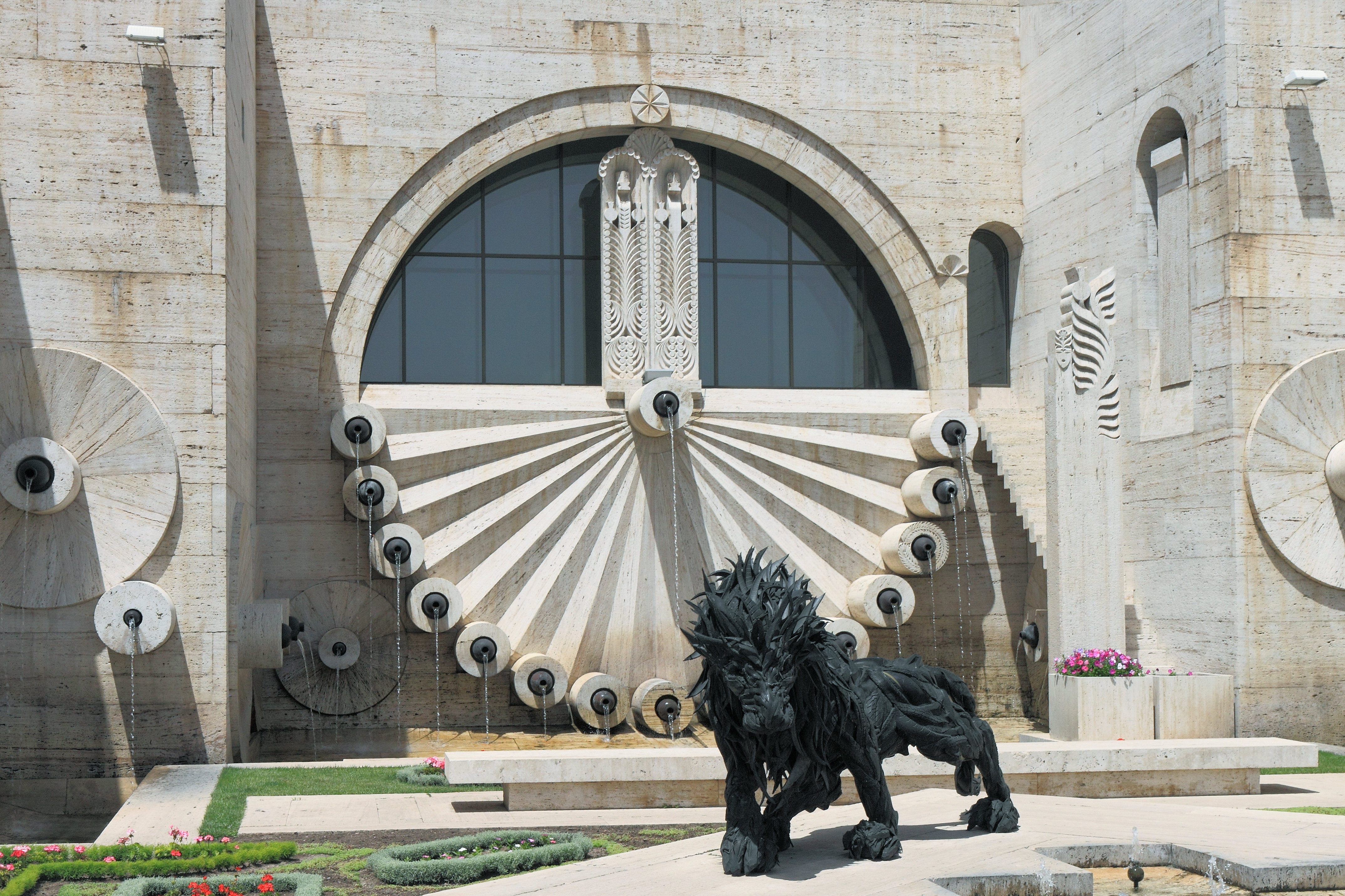
سطح سوم
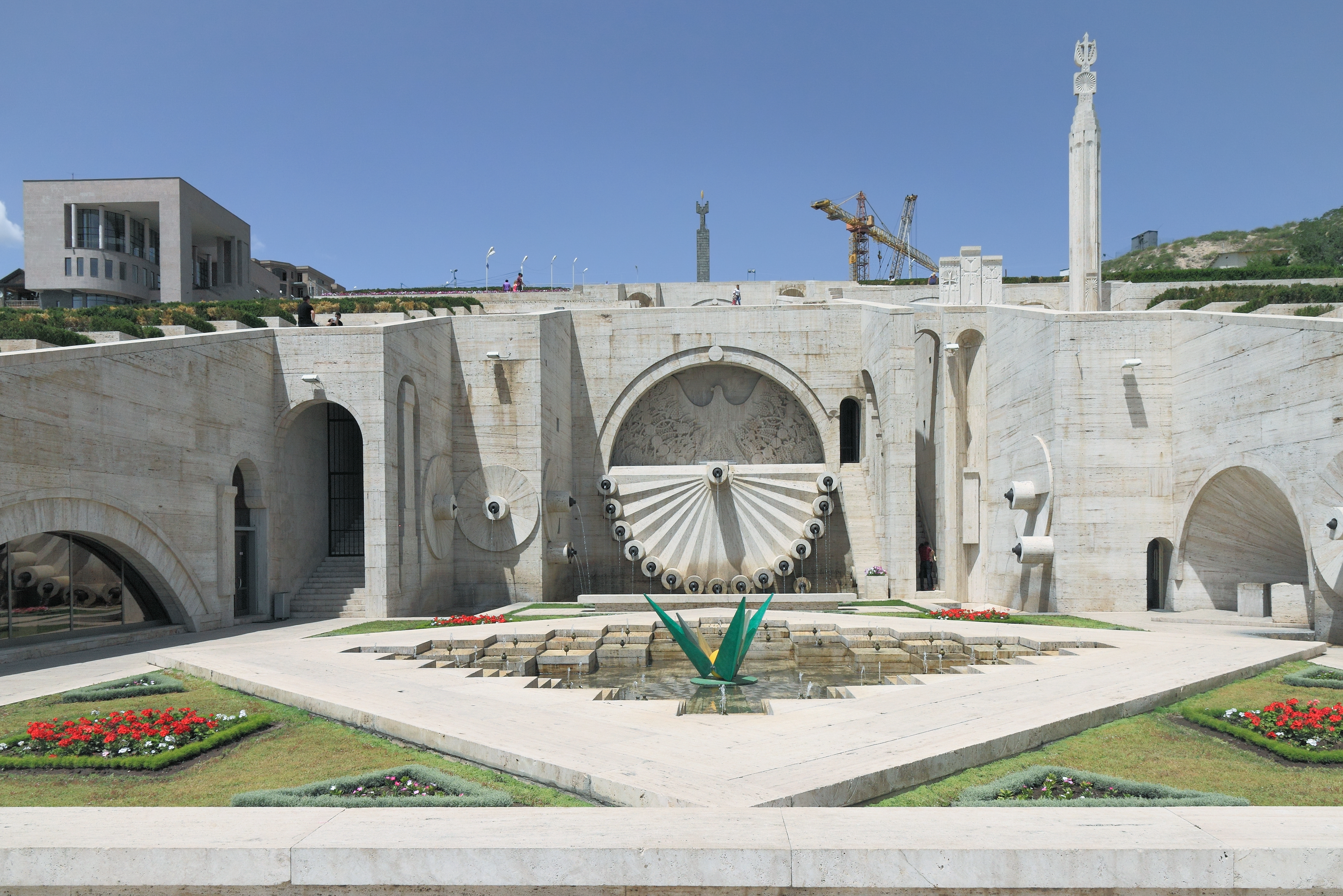
سطح چهارم
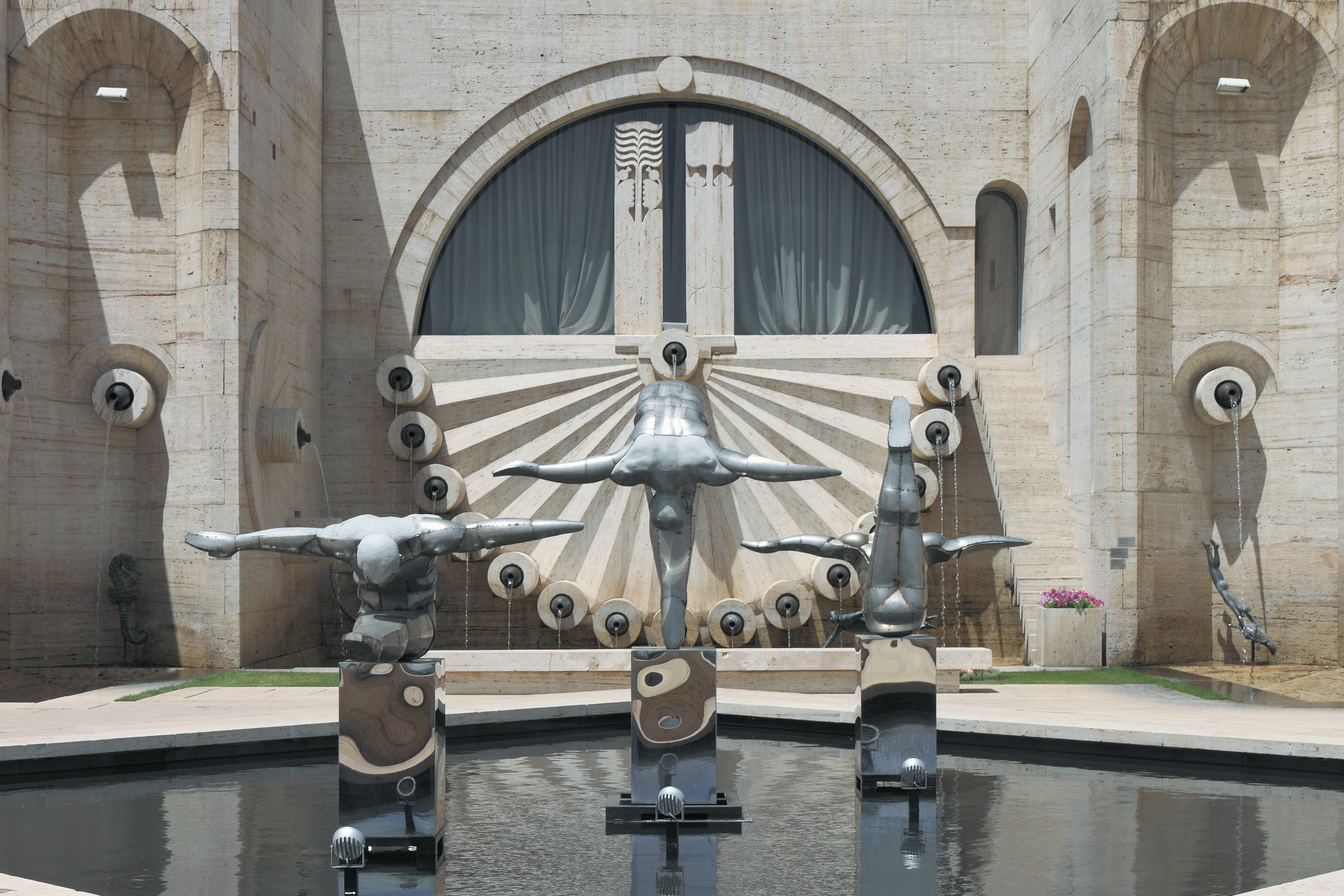
سطح پنجم